# Шосе A3 (Латвія)
Шосе A3 також Інчукалнс—Валміера—кордон Естонії (Валка) — латвійське шосе вищої категорії, що проходить через Ліфляндію, з'єднуючи Відземське шосе (A2) біля Інчукалнса з Валкою. Довжина латвійської траси А3 становить 122,1 км, вся вона покрита асфальтобетоном. Шосе A3 є частиною міжнародної траси E264 (Інчукалнс—Єхві). Шосе також продовжується в Естонії під номером 3 і йде через Тарту аж до міста Йихві на північному сході Естонії.
A3 є однією з найменш завантажених шосе А в Латвії, в середньому нею проїжджає трохи більше 5000 автомобілів на день.

## Історія
В 2014 році була реконструкція одинадцяти кілометрової ділянки Калнозолі – Зелтіні була завершена в листопаді. У рамках робіт з реконструкції влаштували нове асфальтобетонне покриття, з’їзди, зупинки громадського транспорту, кювети та водопропускні труби. Загальна вартість проекту становить приблизно 5 180 000 євро.

## Дивись також
- Основні автомагістралі Латвії